# 瓦氏前嵴蚌
瓦氏前嵴蚌（学名：Epioblasma walkeri），又名棕花真珠蚌，是一種淡水蚌。
1. ↑  . NatureServe.   [2011-12-02].[]